# Kreis Ahaus
Der Kreis Ahaus war ein von 1816 bis 1974 bestehender Kreis im Regierungsbezirk Münster. Mit jenem gehörte er zunächst zur preußischen Provinz Westfalen, ab 1946 schließlich zu  Nordrhein-Westfalen. Von 1953 bis 1969 lautete seine Bezeichnung Landkreis Ahaus. Seine Kreisstadt war Ahaus. Zum 1. Januar 1975 ging der Kreis Ahaus im neuen Kreis Borken auf.

## Geographie

### Nachbarkreise
Der Kreis Ahaus grenzte 1974 im Uhrzeigersinn im Norden beginnend an die Kreise Grafschaft Bentheim, Steinfurt, Coesfeld und Borken. Im Westen und Nordwesten grenzte er an die niederländischen Provinzen Gelderland und Overijssel.

## Geschichte
Über Jahrhunderte gehörte das Gebiet des Kreises Ahaus als Amt Ahaus zum Hochstift Münster, bis dieses durch den Reichsdeputationshauptschluss am 25. Februar 1803 aufgelöst wurde. Es folgten die Fürsten zu Salm-Kyrburg, bis Kaiser Napoleon durch Senatsbeschluss vom 13. Oktober 1810 den Bereich zum französischen Staatsgebiet erklärte. Die Franzosenzeit dauerte bis zur Völkerschlacht bei Leipzig im Oktober 1813, nach der die Franzosen fluchtartig die besetzten deutschen Gebiete verließen. Mit der Schlussakte des Wiener Kongresses vom 9. Juni 1815 wurde der westfälische Bereich dem Königreich Preußen zugeschlagen.
Nach seiner Gründung im Jahre 1816 war der Kreis bis 1843 in die acht Bürgermeistereien Ahaus, Gronau, Nienborg, Ottenstein, Schöppingen, Stadtlohn, Vreden und Wessum eingeteilt. Mit der Einführung der Landgemeinde-Ordnung für die Provinz Westphalen wurden in den Jahren 1843 und 1844 die Bürgermeistereien in Ämter überführt. Der Kreis war danach in die folgenden Ämter und Gemeinden gegliedert:
| Amt         | Gemeinden                                                          |
| ----------- | ------------------------------------------------------------------ |
| amtsfrei    | Ahaus, Stadtlohn und Vreden                                        |
| Ammeloe     | Ammeloe                                                            |
| Gronau      | Dorf Epe, Kirchspiel Epe und Gronau                                |
| Legden      | Asbeck und Legden                                                  |
| Nienborg    | Heek und Nienborg                                                  |
| Ottenstein  | Alstätte und Ottenstein                                            |
| Schöppingen | Eggerode, Stadt Schöppingen und Kirchspiel Schöppingen             |
| Stadtlohn   | Almsick, Estern-Büren, Hengeler-Wendfeld, Hundewick und Wessendorf |
| Südlohn     | Südlohn                                                            |
| Wessum      | Dorf Wessum und Kirchspiel Wessum                                  |
| Wüllen      | Ammeln und Wüllen                                                  |

Das Amt Südlohn wurde 1883 in das Amt Stadtlohn eingegliedert. Die Stadt Gronau wurde 1897 amtsfrei; der Rest des Amtes Gronau bildete seitdem das Amt Epe. Im Jahre 1907 wurde die neue Gemeinde Oeding aus Südlohn herausgelöst. Am 1. April 1934 wurden die Gemeinden Dorf Epe und Kirchspiel Epe zur neuen Gemeinde Epe vereinigt. Noch im selben Jahr wurden die Ämter Ammeloe und Epe aufgehoben. Die Ämter Ottenstein und Wessum wurden 1935 zum Amt Wessum-Ottenstein vereinigt. Am 1. April 1936 wurden die Gemeinden Dorf Wessum und Kirchspiel Wessum zur neuen Gemeinde Wessum vereinigt. Am 1. August 1964 wurde aus den Gemeinden Almsick, Estern-Büren, Hengeler-Wendfeld, Hundewick und Wessendorf die Gemeinde Kirchspiel Stadtlohn neu gebildet. Im selben Jahr wurde das Amt Wessum-Ottenstein in Amt Wessum umbenannt. Die Zahl der Ämter des Kreises verminderte sich bis in die 1960er Jahre auf sechs.
Durch das Gesetz zur Neugliederung von Gemeinden des Landkreises Ahaus und das Gesetz über den Zusammenschluß der Gemeinden des Amtes Schöppingen wurden am 1. Juli 1969 die Gemeinden des Kreises neu gegliedert:
- Wüllen und Ammeln wurden in die Stadt Ahaus eingegliedert.
- Die Gemeinden Wigbold Nienborg und Heek wurden zur neuen Gemeinde Heek zusammengeschlossen.
- Legden und Asbeck wurden zur neuen Gemeinde Legden zusammengeschlossen.
- Die Gemeinde Kirchspiel Stadtlohn wurde in die Stadt Stadtlohn eingegliedert.
- Südlohn und Oeding wurden zur neuen Gemeinde Südlohn zusammengeschlossen.
- Vreden und Ammeloe wurden zur neuen Stadt Vreden zusammengeschlossen.
- Die Gemeinden Wigbold Schöppingen, Kirchspiel Schöppingen und Eggerode wurden zur neuen Gemeinde Schöppingen zusammengeschlossen.
- Die Ämter Legden, Nienborg, Schöppingen, Stadtlohn und Wüllen wurden aufgelöst.

Der Kreis Ahaus umfasste nun zwölf Städte und Gemeinden.
Am 1. Oktober 1969 wurde aus dem Landkreis der Kreis Ahaus.
Am 1. Januar 1975 wurden im Rahmen des Münster/Hamm-Gesetzes weitere Gemeinden fusioniert und der Kreis Ahaus aufgelöst:
- Ahaus, Alstätte, Ottenstein und Wessum wurden zur neuen Stadt Ahaus zusammengeschlossen.
- Gronau (Westf.) und Epe wurden zur neuen Stadt Gronau (Westf.) zusammengeschlossen.
- Das Amt Wessum wurde aufgelöst.
- Der Kreis Ahaus wurde mit dem bisherigen Kreis Borken, der kreisfreien Stadt Bocholt, der Stadt Isselburg (vormals Kreis Rees) sowie den Gemeinden Erle (vormals Kreis Recklinghausen) und Gescher (vormals Kreis Coesfeld) zum neuen Kreis Borken zusammengeschlossen.[10]

## Einwohnerentwicklung
| Jahr | Einwohner | Quelle |
| ---- | --------- | ------ |
| 1819 | 034.738   | [ 11 ] |
| 1832 | 038.245   | [ 1 ]  |
| 1858 | 040.823   | [ 12 ] |
| 1871 | 035.752   | [ 13 ] |
| 1880 | 035.552   | [ 13 ] |
| 1890 | 039.123   | [ 14 ] |
| 1900 | 047.372   | [ 14 ] |
| 1910 | 054.781   | [ 14 ] |
| 1925 | 064.636   | [ 14 ] |
| 1939 | 078.677   | [ 14 ] |
| 1950 | 097.286   | [ 14 ] |
| 1960 | 103.400   | [ 14 ] |
| 1970 | 119.300   | [ 15 ] |
| 1973 | 124.200   | [ 16 ] |

## Politik

### Ergebnisse der Kreistagswahlen ab 1946
In der Liste werden nur Parteien und Wählergemeinschaften aufgeführt, die mindestens zwei Prozent der Stimmen bei der jeweiligen Wahl erhalten haben.
Stimmenanteile der Parteien in Prozent
| Jahr | CDU  | SPD  | DZP  | FDP | BHE | KPD |
| ---- | ---- | ---- | ---- | --- | --- | --- |
| 1946 | 64,6 | 19,8 | 09,8 |     |     | 4,0 |
| 1948 | 40,8 | 23,6 | 33,2 |     |     | 2,4 |
| 1952 | 50,3 | 16,2 | 18,9 | 4,2 | 8,4 | 2,0 |
| 1956 | 53,0 | 19,3 | 17,8 | 3,3 | 6,6 |     |
| 1961 | 68,5 | 18,2 | 06,3 | 7,0 |     |     |
| 1964 | 65,3 | 22,1 | 06,5 | 6,1 |     |     |
| 1969 | 66,0 | 26,5 | 03,8 | 3,7 |     |     |

### Landräte
- 1816–1823: Clemens Mersmann (landrätlicher Kommissarius)
- 1823–1833: Ernst von Westhoven (bis 1827 landrätlicher Kommissarius, dann Landrat)
- 1833–1856: Theodor von Heyden
- 1856–1859: Julius von Hülst
- 1859–1860: Jakob von Hilgers
- 1860–1874: Maximilian von Kerckerinck zur Borg
- 1874–1878: Walther Herwig
- 1878–1881: Wilhelm Scheffer
- 1881–1882: Wilhelm Riedesel zu Eisenbach
- 1882–1895: Gustav Gärtner
- 1895–1920: Friedrich von Schorlemer-Alst
- 1920–1944: Felix Sümmermann
- 1945: Clemens von Oer (kommissarisch, von der britischen Militärverwaltung eingesetzt)
- 1946–1968: Bruno Vagedes, CDU
- 1968–1974: Franz Skorzak, CDU

Am 1. Januar 1975 wurde Franz Skorzak erster Landrat des „neuen“ Kreises Borken.

## Gemeinden

Der Kreis Ahaus im Jahr 1845

Anfang der 1960er Jahre war der Kreis aus den folgenden Gemeinden zusammengesetzt:
Amtsfreie Gemeinden
1. Ahaus, Stadt
2. Ammeloe
3. Epe
4. Gronau, Stadt
5. Stadtlohn, Stadt
6. Vreden, Stadt

Ämter und amtsangehörige Gemeinden
1. Amt Legden
  1. Asbeck
  2. Legden
2. Amt Nienborg
  1. Heek
  2. Wigbold Nienborg
3. Amt Schöppingen
  1. Eggerode
  2. Kirchspiel Schöppingen
  3. Wigbold Schöppingen
4. Amt Stadtlohn
  1. Almsick
  2. Estern-Büren
  3. Hengeler-Wendfeld
  4. Hundewick
  5. Oeding
  6. Südlohn
  7. Wessendorf
5. Amt Wessum
  1. Alstätte
  2. Ottenstein
  3. Wessum
6. Amt Wüllen
  1. Ammeln
  2. Wüllen

## Kfz-Kennzeichen
Am 1. Juli 1956 wurde dem damaligen Landkreis bei der Einführung der bis heute gültigen Kfz-Kennzeichen das Unterscheidungszeichen AH zugewiesen. Es wurde bis zum 31. Dezember 1974 ausgegeben. Seit dem 1. Februar 2013 ist es aufgrund der Kennzeichenliberalisierung im Kreis Borken erhältlich.

## Quelle
- Michael Rademacher: Deutsche Verwaltungsgeschichte Provinz Westfalen, Kreis Ahaus. Online-Material zur Dissertation, Osnabrück 2006. In: eirenicon.com.